# Hannah Montana & Miley Cyrus: Best of Both Worlds Concert (banda sonora)
Best of Both Worlds Concert es el primer álbum en directo de la cantante Miley Cyrus, interpretando su personaje Hannah Montana. Publicado el 11 de marzo de 2008 por Walt Disney Records. Incluye interpretaciones en directo de canciones de los álbumes de bandas sonoras Hannah Montana (2006) y Hannah Montana 2: Meet Miley Cyrus (2007), que acompañan respectivamente a la primera y segunda temporadas de la serie de televisión del mismo nombre. Los catorce temas están interpretados por Miley Cyrus, aunque la primera mitad están acreditados a su personaje Hannah Montana. El álbum se grabó en Arrowhead Pond, Anaheim en octubre de 2007, durante la gira de Cyrus Best of Both Worlds Tour. El álbum debutó en el número 3 de la lista Billboard 200.

## Lista de canciones
- Edición estándar

| Best of Both Worlds Concert — Disco N.º 1 (CD) |                                                                                 |          |  |
| N.º                                            | Título                                                                          | Duración |  |
| 1.                                             | «Rock Star» (interpretada por Hannah Montana)                                   | 3:35     |  |
| 2.                                             | «Life's What You Make It» (interpretada por Hannah Montana)                     | 3:14     |  |
| 3.                                             | «Just Like You» (interpretada por Hannah Montana)                               | 3:21     |  |
| 4.                                             | «Nobody's Perfect» (interpretada por Hannah Montana)                            | 3:33     |  |
| 5.                                             | «Pumpin' Up the Party» (interpretada por Hannah Montana)                        | 3:12     |  |
| 6.                                             | «I Got Nerve» (interpretada por Hannah Montana)                                 | 3:11     |  |
| 7.                                             | «We Got the Party» (interpretada por Hannah Montana junto a Jonas Brothers)     | 4:17     |  |
| 8.                                             | «Start All Over» (interpretada por Miley Cyrus)                                 | 4:40     |  |
| 9.                                             | «Good and Broken» (interpretada por Miley Cyrus)                                | 2:57     |  |
| 10.                                            | «See You Again» (interpretada por Miley Cyrus)                                  | 3:42     |  |
| 11.                                            | «Let's Dance» (interpretada por Miley Cyrus)                                    | 3:27     |  |
| 12.                                            | «East Northumberland High» (interpretada por Miley Cyrus)                       | 3:53     |  |
| 13.                                            | «G.N.O. (Girls Night Out)» (interpretada por Miley Cyrus)                       | 3:50     |  |
| 14.                                            | «The Best of Both Worlds» (interpretada por Miley Cyrus junto a Hannah Montana) | 3:27     |  |
| 50:20                                          |                                                                                 |          |  |

| Best of Both Worlds Concert — Disco N.º 2 (DVD) |                                                 |          |  |
| N.º                                             | Título                                          | Duración |  |
| 1.                                              | «Rock Star» (en vivo desde Salt Lake City)      | 3:30     |  |
| 2.                                              | «Start All Over» (en vivo desde Salt Lake City) | 4:22     |  |
| 3.                                              | «Hangin' with the Rock Star on Tour»            | 7:45     |  |
| 4.                                              | «Photo Slideshow of Tour»                       | 3:07     |  |
| 18:44                                           |                                                 |          |  |

## Recepción Crítica
Stephen Thomas Erlewine de AllMusic declaró: "Se trata de otro recuerdo para los fans que no pueden vivir sin el espectáculo, y en ese sentido está perfectamente bien: un producto bonito y pulido que les ayudará hasta que llegue el próximo nuevo álbum de Hannah/Miley."

## Recepción comercial
Best of Both Worlds Concert tuvo éxito comercial, alcanzando el número tres tanto en la lista estadounidense Billboard 200 como en la Canadian Albums Chart. También alcanzó el número dieciséis en Australia y fue certificado disco de oro por la Australian Recording Industry Association por ventas superiores a 35.000 copias.

## Créditos y personal
Créditos adaptados de Discogs.
| - Miley Cyrus – voz principal - A&R - Jon Lind (temas: CD) - Autoría [Autoría de DVD] - Matt Ferguson - Autoría, diseño [diseño de menús] - CCI Digital West - Coros - Candice Accola, Kay Hanley - Bajo - Vashon Johnson - Bajo [Jonas Brothers] - Greg Garbowski - Coreografía - Teresa Espinosa (temas: Concierto) - Director creativo - Steve Gerdes - Diseño - Addtothenoise* - Diseño [Vestuario] - Dahlia Foroutan (temas: Concierto) - Diseño [Diseño de menús y diapositivas] - Kelly McFadden - Diseño [Diseño de producción] - Michael Cotten (temas: Concierto) - Batería - Stacy Jones - Batería [Jonas Brothers] - Jack Lawless - Editor [Asistente de edición musical] - Lee Scott (3) (temas: DVD), Matt Fausak (temas: DVD) - Editor [Music Editor] - Brent Brooks (pistas: DVD) - Ingeniero [Asistente] - Scott Elgin (pistas: DVD) - Guitarra - Jaco Caraco, Jamie Arentzen - Teclados - Mike Schmid - Legal [Para Miley Cyrus] - Bill Sobel - Iluminación [Diseño de iluminación] - Abigail Rosen Holmes (pistas: Concierto) | - Gestión [Gestión empresarial para Miley Cyrus] - Jamie Humphres, Jim Humohres - Management [Para Miley Cyrus] - Jason Morey, Jim Morey - Mezclado por - Brian Reeves (pistas: CD) - Mezclado por [Adicional] - Brian Reeves (pistas: DVD) - Director Musical - Stacy Jones (pistas: Concierto) - Director Musical [Musical Director], Guitarra [Jonas Brothers Band] - John Taylor* - Fotografía [Contraportada] - Kevin Mazur - Fotografía [Concierto] - Brian Lowe (4), Michael Williams (50) - Productor [Ideado y producido] - Kenny Ortega (temas: Concierto) - Productor [Para Buena Vista Concerts] - Chip McLean (temas: Concierto) - Productor [Productor supervisor] - Gary M. Lanvy* (temas: Concierto) - Director de producción - Omar Abderrahman (temas: Concierto) - Grabado por [Live Music Recorded], mezclado por - Joseph Magee (temas: DVD) - Grabado por, Productor [Producción adicional] - Joseph Magee (temas: CD) - Tour Manager - Dan McGee (2) (temas: Concierto) - Voz [Jonas Brothers] - Joe Jonas - Voz, Guitarra [Jonas Brothers] - Kevin Jonas, Nick Jonas* (temas: CD) |

## Posicionamiento en listas

### Semanales
| Chart (2008)                          | Peak position |
| ------------------------------------- | ------------- |
| Australia (ARIA)                      | 16            |
| Austria (Ö3 Austria)                  | 14            |
| Bélgica (Ultratop valona)             | 100           |
| Brasil (ABPD)                         | 4             |
| Canadá (Billboard Canadian Albums)    | 3             |
| Francia (SNEP)                        | 192           |
| Alemania (Media Control Charts)       | 94            |
| Nueva Zelanda (Recorded Music NZ)     | 27            |
| España (PROMUSICAE)                   | 46            |
| Suiza (Schweizer Hitparade)           | 54            |
| Reino Unido (UK Albums Chart)         | 29            |
| Estados Unidos (Billboard 200)        | 3             |
| Estados Unidos Kid Albums (Billboard) | 1             |

### Anuales
| Chart (2008)                      | Position |
| --------------------------------- | -------- |
| Australia (ARIA)                  | 97       |
| Estados Unidos US (Billboard 200) | 97       |

## Certificaciones
| País        | Organismo certificador | Certificación | Ventas certificadas | Ref.   |
| ----------- | ---------------------- | ------------- | ------------------- | ------ |
| Australia   | ARIA                   | Oro           | 35 000              | [ 22 ] |
| Brasil      | Pro-Música Brasil      | Oro           | 30 000              | [ 23 ] |
| Reino Unido | BPI                    | 2× Platino    | 100 000             | [ 24 ] |

## Historial de lanzamiento
| País           | Fecha               | Formatos            | Discográfica | Ref.   |
| -------------- | ------------------- | ------------------- | ------------ | ------ |
| Estados Unidos | 11 de marzo de 2008 | CD Descarga digital | Walt Disney  | [ 25 ] |
| Reino Unido    | 14 de abril de 2008 | CD Descarga digital | Walt Disney  |        |
| Latinoamérica  | 20 de abril de 2008 | CD Descarga digital | Walt Disney  |        |
| Australia      | 21 de abril de 2008 | CD Descarga digital | Walt Disney  |        |
| España         | 22 de abril de 2008 | CD Descarga digital | Walt Disney  |        |
| Asia           | 21 de junio de 2008 | CD Descarga digital | Walt Disney  |        |
| Hong Kong      | 27 de junio de 2008 | CD Descarga digital | Walt Disney  |        |